# L'Homme de mes rêves (film, 1947)
Pour les articles homonymes, voir L'Homme de mes rêves.
Pour plus de détails, voir Fiche technique et Distribution.
L'Homme de mes rêves (titre original : It Had to Be You) est un film américain réalisé par Don Hartman et Rudolph Maté, sorti en 1947.

## Synopsis
Victoria Stafford (Ginger Rogers), fille d'un milliardaire, a refusé trois intéressants partis comme maris. Dans un train, elle s'endort et rêve qu'un indien fait échouer son mariage. À son réveil, un indien est assis à ses côtés. Il ne la quitte plus et fait effectivement échouer ses noces. Il suggère à Victoria de renouer avec un ancien ami d'enfance, Johnny.

## Fiche technique
- Titre : L'Homme de mes rêves
- Titre original : It Had to Be You
- Réalisation : Don Hartman et Rudolph Maté
- Scénario : Norman Panama et Melvin Frank d'après une histoire de Don Hartman et Allen Boretz
- Production : Don Hartman
- Société de production et de distribution : Columbia Pictures
- Photographie : Vincent J. Farrar et Rudolph Maté
- Montage : Gene Havlick
- Musique : Arthur Morton et Heinz Roemheld (non crédités)
- Direction artistique : Stephen Goosson et Rudolph Sternad
- Décorateur de plateau : William Kiernan et Wilbur Menefee
- Costumes : Jean Louis
- Pays d'origine :  États-Unis
- Langue : anglais
- Format : noir et blanc – 35 mm – 1,37:1 – mono (Western Electric Recording)
- Genre : Comédie
- Durée : 98 minutes (1 h 38)
- Dates de sortie : 
  - États-Unis : 7 décembre 1947 (New York)

## Distribution
- Ginger Rogers : Victoria Stafford
- Cornel Wilde : George McKesson/Johnny Blaine
- Percy Waram : M. Stafford
- Spring Byington : Mme Stafford
- Ron Randell : Oliver H.P. Harrington
- Thurston Hall : M. Harrington
- Charles Evans : Dr Parkinson
- Billy Bevan : Evans, Le maître d'hôtel

Acteurs non crédités
- Dudley Dickerson : un porteur
- Douglas Wood : M. Kimberly